# Чёрный крабовый канюк
Чёрный крабовый канюк (лат. Buteogallus anthracinus) — хищная птица из семейства ястребиных. Таксон описал как Falco anthracinus немецкий натуралист Фердинанд Деппе в 1830 году, во время экспедиции в Мексику.
Гнездовой ареал включает Северную, Центральную и Южную Америки. Обитает в приморских низменностях, болотах, в глубь материка проникают главным образом вдоль облесённых берегов ручьёв. Рацион птиц, обитающих на морском побережье составляют крабы, беспозвоночные, иногда — рыба. Также питается насекомыми, лягушками, змеями, мелкими грызунами и редко — птицами. Добычу поджидает подолгу в засаде или высматривает в полёте на малой высоте.
Размеры взрослой птицы 46—58 см, масса — 0,85 кг. У птицы широкие крылья и короткий хвост. Продолжительность жизни 13,5 лет. Зрелости достигают в 2 года. Самка откладывает 1—2 яйца раз в год. Инкубационный период длится 38 дней.